# 能勢朝次
能勢 朝次（のせ あさじ、1894年〈明治27年〉4月1日 - 1955年〈昭和30年〉2月25日）は、日本の能楽研究者・日本文学者。専門は、中世・近世文学。奈良学芸大学学長等を歴任。能楽研究の分野では、膨大な史料を分析的に使う手法と卓抜した創見で斯界に一時代を画した。

## 経歴
1894年、京都府北桑田郡山国村に生まれた。1923年、京都帝国大学文学部国文科を卒業。
卒業後は、1924年より大谷大学教授となった。以降、京都帝国大学、東京高等師範学校、東京文理科大学（1949年に新制移行後東京教育大学、後筑波大学）などでも教鞭をとった。1947年に学位論文『能楽源流考』を東京文理科大学に提出して文学博士の学位を取得。1954年、奈良学芸大学学長となった。

## 受賞・栄典
- 1940年：帝国学士院（現：日本学士院）恩賜賞を受賞[2][注 1]。『能楽源流考』の業績に対して。

## 研究内容・業績
主著は1938年に上梓された『能楽源流考』（岩波書店）。「平安時代の猿楽」「鎌倉吉野時代の猿楽」の2篇と附篇の「田楽攷」からなり、能の発生から戦国末期までの能楽史を網羅する。以後、能楽史研究においては、本著の学説をいかに乗り越えるかが目標とさえいわれている。
他に岩波で『世阿弥十六部集評釈』上下巻、名著刊行会で『三冊子評釈』などの著書がある。『能勢朝次著作集』全10巻が1981～85年に思文閣出版で刊行された。

## 家族
本姓は岩本で、1923年に結婚した際、能勢に改姓した。

## 著書

### 単著
- 『謡曲講義』受験講座刊行会〈国文学講座 28〉、1931年。 NCID BA5568922X。全国書誌番号:46088690。
  - 『謡曲講義』日本文学社〈国文学大講座 9〉、1935年。 NCID BN09415441。全国書誌番号:46088699。
- 『近世和歌史』日本文学社〈国文学大講座 7〉、1935年2月。 NCID BN10839569。全国書誌番号:46088707 全国書誌番号:52010818。
- 『能楽源流考』岩波書店、1938年11月。 NCID BN03326360。全国書誌番号:46069324。
  - 『能楽源流考』（2版）岩波書店、1941年11月。 NCID BN03326360。全国書誌番号:46069324。
- 『古代劇文学』河出書房〈日本文学大系 21〉、1939年1月。 NCID BN05847320。全国書誌番号:46069773。
- 『世阿弥十六部集評釈』 上、岩波書店、1940年8月。 NCID BN01512375。全国書誌番号:46023606。
  - 『世阿弥十六部集評釈』 上（増補版）、岩波書店、1949年3月。 NCID BA43558086。全国書誌番号:49007532。
- 『能楽研究』謡曲界発行所、1940年11月。 NCID BN14188950。全国書誌番号:46069560。
  - 『能楽研究』（再版）謡曲界発行所、1941年12月。 NCID BA31409125。全国書誌番号:52011021。
- 『連句芸術の性格』交蘭社、1943年8月。 NCID BN07839527。全国書誌番号:46026581。
- 『世阿弥十六部集評釈』 下、岩波書店、1944年8月。 NCID BN01512375。全国書誌番号:46023606。
  - 『連句芸術の性格』富士書店、1946年9月。 NCID BN12673514。全国書誌番号:75023809。
  - 『連句芸術の性格』角川書店〈角川選書 39〉、1970年12月。 NCID BN03060580。全国書誌番号:75006767。
- 『幽玄論』河出書房、1944年1月。 NCID BN11479152。全国書誌番号:46024908。
- 『徒然草』研究社〈研究社国文学古典講話〉、1945年11月。 NCID BN06283253。
  - 『徒然草』（3版）研究社〈研究社国文学古典講話〉、1948年。全国書誌番号:46027417。
- 『徒然草鑑賞』研究社〈研究社国文学古典講話〉、1945年11月。 NCID BN15334388。
  - 『徒然草鑑賞』（3版）研究社〈研究社国文学古典講話〉、1948年。全国書誌番号:48010946。
- 『芭蕉の俳論』大八洲出版〈俳文学叢刊 8〉、1948年2月。 NCID BN10585416。全国書誌番号:46026295 全国書誌番号:49004857。
- 『聯句と連歌』要書房、1950年2月。 NCID BN10879643。全国書誌番号:50000902。
- 『国文学概説』世界社、1950年6月。 NCID BN08573899。全国書誌番号:50003588 全国書誌番号:51003228。
- 『通解対照 俳文俳論新釈』金子書房、1952年9月。 NCID BA43245466。全国書誌番号:52008239。
- 『国文学入門』要書房〈要選書 46〉、1953年10月。 NCID BN15438306。全国書誌番号:53007418。
  - 『国文学入門』塙書房、1956年11月。 NCID BN11968793。全国書誌番号:57002248。
- 『三冊子評釈』三省堂、1954年6月。 NCID BA34635186。全国書誌番号:54008035。
  - 『三冊子評釈』名著刊行会、1970年。 NCID BN08834438。全国書誌番号:75002243。

### 編集
- 『新古今和歌集選 諸抄集成』明治書院、1934年11月。全国書誌番号:44044466 全国書誌番号:62009013。
- 『歌評の精髄 六百番歌合 顕昭陳状』文学社、1935年10月。 NCID BN0533983X。全国書誌番号:46080838。
- 『教授参考書 醇正国語』 1学年用、文学社、1939年。全国書誌番号:44051220。
- 『教授参考書 醇正国語』 2学年用、文学社、1939年。全国書誌番号:44007580。
- 『教授参考書 醇正国語』 3学年用、文学社、1939年。全国書誌番号:44051749。
- 『教授参考書 醇正国語』 4学年用、文学社、1939年。全国書誌番号:44018387。
- 『教授参考書 醇正国語』 5学年用、文学社、1939年。全国書誌番号:44051787。
- 『能楽芸道』檜書店、1954年10月。 NCID BN10304186。全国書誌番号:54014209。

### 共著
- 能勢朝次、宮崎健三『日本文学概史』博文堂、1951年5月。 NCID BA33766983。全国書誌番号:51003530。
- 能勢朝次、守随憲治、小宮豊隆『能狂言・浄瑠璃・歌舞伎』至文堂〈日本文学教養講座 11〉、1951年11月。 NCID BN09054729。全国書誌番号:21413104。
- 能勢朝次、宮崎健三『日本文学要史』博文堂、1952年3月。 NCID BA30133958。全国書誌番号:52004099。
- 小宮豊隆、能勢朝次『俳論篇』三省堂〈新芭蕉講座 6〉、1995年8月。ISBN 9784385301488。 NCID BN13040047。全国書誌番号:95080582。

### 共編
- 吉沢義則、能勢朝次 編『近世擬古文新鈔』文献書院、1923年。全国書誌番号:43011531。
  - 吉沢義則・能勢朝次 編『近世擬古文新鈔』（改訂版）文献書院、1925年。全国書誌番号:59001975。

### 監修
- 『芭蕉講座』 第1巻（解釈鑑賞篇）、小宮豊隆・麻生磯次・能勢朝次監修、創元社、1953年。 NCID BN05836120。全国書誌番号:57007471。
- 『芭蕉講座』 第2巻（本質篇）、小宮豊隆・麻生磯次・能勢朝次監修、創元社、1955年。 NCID BN05836120。全国書誌番号:57007472。
- 『芭蕉講座』 第3巻（伝記篇）、小宮豊隆・麻生磯次・能勢朝次監修、創元社、1955年。 NCID BN05836120。全国書誌番号:57007473。
- 『芭蕉講座』 第4巻（研究篇）、小宮豊隆・麻生磯次・能勢朝次監修、創元社、1956年。 NCID BN05836120。全国書誌番号:57007474。

### 校訂等
- 『謡曲物語』能勢朝次訳編、至文堂〈物語日本文学〉、1938年4月。 NCID BN12684259。全国書誌番号:54014049。
- 世阿弥『校註 花伝書・能作書』能勢朝次校訂、新日本図書〈新日本文庫 3〉、1947年12月。 NCID BA32710010。全国書誌番号:46023613、全国書誌番号:61000798。
- 松尾芭蕉『奥の細道』潁原退蔵・能勢朝次訳註、角川書店〈角川文庫 426〉、1952年8月。全国書誌番号:52007200。
- 吉田兼好『徒然草』能勢朝次訳、至文堂〈物語日本文学〉、1953年6月。 NCID BA32490242。全国書誌番号:53005018。

### 著作集
- 能勢朝次著作集編集委員会 編『国文学研究』思文閣出版〈能勢朝次著作集 第1巻〉、1985年5月。 NCID BN00611054。全国書誌番号:85050092。
- 能勢朝次著作集編集委員会 編『中世文学研究』思文閣出版〈能勢朝次著作集 第2巻〉、1981年6月。 NCID BN01642097。全国書誌番号:81040471。
- 能勢朝次著作集編集委員会 編『近世和歌研究』思文閣出版〈能勢朝次著作集 第3巻〉、1983年10月。 NCID BN02774286。全国書誌番号:84009539。
- 能勢朝次著作集編集委員会 編『能楽研究 1』思文閣出版〈能勢朝次著作集 第4巻〉、1982年3月。 NCID BN01642166。全国書誌番号:82029055。
- 能勢朝次著作集編集委員会 編『能楽研究 2』思文閣出版〈能勢朝次著作集 第5巻〉、1984年9月。 NCID BN01642166。全国書誌番号:85007120。
- 能勢朝次著作集編集委員会 編『能楽研究 3』思文閣出版〈能勢朝次著作集 第6巻〉、1982年11月。 NCID BN01642166。全国書誌番号:83013287。
- 能勢朝次著作集編集委員会 編『連歌研究』思文閣出版〈能勢朝次著作集 第7巻〉、1982年7月。 NCID BN01642304。全国書誌番号:82046222。
- 能勢朝次著作集編集委員会 編『連歌・俳諧研究』思文閣出版〈能勢朝次著作集 第8巻〉、1982年5月。 NCID BN01642381。全国書誌番号:82037241。
- 能勢朝次著作集編集委員会 編『俳諧研究 1』思文閣出版〈能勢朝次著作集 第9巻〉、1985年3月。 NCID BN01642483。全国書誌番号:85035528。
- 能勢朝次著作集編集委員会 編『俳諧研究 2』思文閣出版〈能勢朝次著作集 第10巻〉、1981年10月。 NCID BN01642483。全国書誌番号:82011369。

## 論文
- 「芭蕉の風雅観」『仏教研究』第6巻第1号、大谷大学仏教研究会、1925年2月、148-163頁、NAID 120006304739。
- 「心敬僧都の芸術境」『大谷学報』第10巻第4号、大谷学会、1929年12月、1-39頁、NAID 120006015056。
- 「発句の芸術的性格」『曲水』第32巻第9号、曲水社、1948年9月、4-7頁、NAID 40000755990。
- 「海外詩と俳句」『寒雷』第9巻第10号、寒雷発行所、1948年10月、2-10頁、NAID 40000574978。
- 「老のすさみ――宗祇連歌論評釈 -6-」『国文学 解釈と鑑賞』第13巻第12号、至文堂、1948年12月、35-42頁、NAID 40001341304。
- 「老のすさみ――宗祇連歌論評釈 -7-」『国文学 解釈と鑑賞』第14巻第2号、至文堂、1949年2月、40-45頁、NAID 40001342169。
- 「阿呆の疑問」『教育復興』第2巻第2号、東京書籍、1949年3月、56-59頁、NAID 40000726398。
- 「貞門俳諧のねらひ」『曲水』第364号、曲水社、1949年3月、4-7頁、NAID 40000755991。
- 「老のすさみ――宗祇連歌論評釈 -8-」『国文学 解釈と鑑賞』第14巻第3号、至文堂、1949年3月、31-38頁、NAID 40001342146。
- 「貞門俳諧の方法」『曲水』第33巻第4号、曲水社、1949年4月、4-7頁、NAID 40000755993。
- 「老のすさみ――宗祇連歌論評釈 -9-」『国文学 解釈と鑑賞』第14巻第4号、ぎょうせい、1949年4月、41-50頁、NAID 40001342235。
- 「俳句性と短詩性」『奔流』第1巻第3号、奔流会、1949年4月、1-3頁、NAID 40004865361。
- 「貞門の発句と連句」『曲水』第33巻第5号、曲水社、1949年5月、8-11頁、NAID 40000755989。
- 「能と室町時代」『能』第3巻第8号、能楽協会、1949年8月、1-6頁、NAID 40003093582。
- 「枯淡と近代」『俳句研究』第6巻第8号、富士見書房、1949年8月、4-10頁、NAID 40003176908。
- 「老のすさみ――宗祇連歌論評釈 -10-」『国文学 解釈と鑑賞』第14巻第9号、ぎょうせい、1949年9月、54-59頁、NAID 40001342243。
- 「俳論研究の動向」『国文学 解釈と鑑賞』第14巻第11号、至文堂、1949年11月、22-28頁、NAID 40001342250。
- 「芭蕉作風の成立 -1-」『寒雷』第88号、寒雷発行所、1950年1月、22-25頁、NAID 40000574969。
- 「六輪一露評釈 -1-」『能』第4巻第1号、能楽協会、1950年1月、2-7頁、NAID 40003093622。
- 「芭蕉作風の成立 -2-」『寒雷』第11巻第1号、寒雷発行所、1950年2月、12-15頁、NAID 40000574983。
- 「人生の寂寥所」『現代俳句』第5巻第2号、現代俳句社、1950年2月、20-24頁、NAID 40001138494。
- 「六輪一露評釈 -2-」『能』第4巻第2号、能楽協会、1950年2月、2-7頁、NAID 40003093421。
- 「芭蕉作風の成立 -3-」『寒雷』第90号、寒雷発行所、1950年3月、28-30頁、NAID 40000574989。
- 「老のすさみ――宗祇連歌論評釈 -11-」『国文学 解釈と鑑賞』第15巻第3号、至文堂、1950年3月、47-53頁、NAID 40001342257。
- 「六輪一露評釈 -3-」『能』第4巻第3号、能楽協会、1950年3月、1-6頁、NAID 40003093558。
- 「芭蕉作風の成立 -4-」『寒雷』第11巻第4号、寒雷発行所、1950年4月、50-56頁、NAID 40000574963。
- 「老のすさみ――宗祇連歌論評釈 -12-」『国文学 解釈と鑑賞』第15巻第5号、至文堂、1950年5月、57-61頁、NAID 40001342089。
- 「六輪一露評釈 -4-」『能』第4巻第5号、能楽協会、1950年5月、1-5頁、NAID 40003093466。
- 「俳句の歩み -2-」『俳句の国』第6巻第5号、目黒書店、1950年5月、4-7頁、NAID 40003177600。
- 「さま・姿・風体――まぎらはしい文芸批評語の知識」『国文学 解釈と鑑賞』第15巻第6号、至文堂、1950年6月、1-4頁、NAID 40001342134。
- 「老のすさみ――宗祇連歌論評釈 -13-」『国文学 解釈と鑑賞』第15巻第6号、至文堂、1950年6月、39-46頁、NAID 40001342138。
- 「六輪一露評釈 -5-」『能』第4巻第6号、能楽協会、1950年6月、1-6頁、NAID 40003093619。
- 「俳句の歩み -3-」『俳句の国』第6巻第6号、目黒書店、1950年6月、44-47頁、NAID 40003177583。
- 「芭蕉作風の成立 -6-」『寒雷』第11巻第6・7号、寒雷発行所、1950年7月、2-5頁、NAID 40000574994。
- 「謡曲研究法」『日本文学教室』第1号、蒼明社、1950年7月、11-16頁、NAID 40003035826。
- 「六輪一露評釈 -6-」『能』第4巻第7号、能楽協会、1950年7月、1-4頁、NAID 40003093664。
- 「老のすさみ――宗祇連歌論評釈 -14-」『国文学 解釈と鑑賞』第15巻第9号、至文堂、1950年9月、56-58頁、NAID 40001342096。
- 「国文学と国語教育」『教育研究 別冊』第2号、柏書院、1950年10月、18-24頁、NAID 40000698075。
- 「連歌史研究法」『日本文学教室』第5号、蒼明社、1950年12月、4-8頁、NAID 40003035819。
- 「散文精神と韻文精神」『雲母』第37巻第1号、雲母社、1951年1月、13-15頁、NAID 40000179971。
- 「世阿弥の新解釈について」『国文学 解釈と鑑賞』第16巻第1号、至文堂、1951年1月、53-55頁、NAID 40001341423。
- 「門外漢の感想」『馬酔木』第30巻第2号、馬酔木発行所、1951年2月、2-4頁、NAID 40000092747。
- 「左近師追憶」『観世』第18巻第2号、檜書店、1951年2月、50-51頁、NAID 40000562411。
- 「老のすさみ――宗祇連歌論評釈 -15-」『国文学 解釈と鑑賞』第16巻第2号、至文堂、1951年2月、52-55頁、NAID 40001341510。
- 「関根慶子氏の「更級日記私見」」『日本文学教室』第7号、蒼明社、1951年2月、34頁、NAID 40003035868。
- 「老のすさみ――宗祇連歌論評釈 -19-」『国文学 解釈と鑑賞』第16巻第7号、至文堂、1951年7月、56-59頁、NAID 40001341603。
- 「老のすさみ――宗祇連歌論評釈 -16-」『国文学』第16巻第9号、至文堂、1951年9月、33-40頁、NAID 40001341666。
- 「劇場能からの連想」『観世』第19巻第1号、檜書店、1952年1月、27-28頁、NAID 40000562041。
- 「勅題謡を謹作して」『観世』第19巻第1号、檜書店、1952年1月、47頁、NAID 40000562042。
- 「求塚を見せてもらつて」『観世』第19巻第2号、檜書店、1952年2月、34-35頁、NAID 40000562319。
- 「老のすさみ――宗祇連歌論評釈 -17-」『国文学 解釈と鑑賞』第17巻第2号、至文堂、1952年2月、45-48頁、NAID 40001341520。
- 「頴原退蔵著「芭蕉俳句新講」」『文学』第20巻第2号、岩波書店、1952年2月、180-182頁、NAID 40003388261。
- 「老のすさみ――宗祇連歌論評釈 -18-」『国文学 解釈と鑑賞』第17巻第3号、至文堂、1952年3月、46-52頁、NAID 40001341679。
- 「能作と仏教との関係――能はなぜ仏教臭いか」『観世』第19巻第5号、檜書店、1952年5月、1-3頁、NAID 40000562010。
- 「中世に秘伝・家伝の生れたのは何故か」『国文学 解釈と鑑賞』第17巻第8号、至文堂、1952年8月、13-16頁、NAID 40001341484。
- 「〔垣内松三〕――先生の学風」『実践国語』第13巻第147号、穂波出版社、1952年11月、3163-3164頁、NAID 40001570704。
- 「研究題目はどんな風に選んだらよいか」『国文学 解釈と鑑賞』第18巻第2号、至文堂、1953年2月、7-9頁、NAID 40001341741。
- 「津田左右吉著「日本文芸の研究」」『文学』第21巻第7号、岩波書店、1953年7月、746-748頁、NAID 40003388021。
- 「芭蕉の連句」『国文学 解釈と鑑賞』第18巻第10号、至文堂、1953年10月、38-41頁、NAID 40001341945。
- 「古典俳諧の世界的視野について」『俳句』第2巻第11号、角川書店、1953年11月、17-21頁、NAID 40003168268。
- 「国語教育前進のために」『実践国語』第15巻第160号、穂波出版社、1954年1月、4422-4424頁、NAID 40001570851。
- 「南都便り――遺稿」『国語』第4巻第2号、西東社、1955年9月、1-2頁、NAID 40001285834。

博士論文
- 「能楽源流考」、東京文理科大学、1947年5月2日、NAID 500000491156。

## 校歌
作詞
- 南丹市立園部小学校

作曲
- 豊前市立横武小学校